# Jeanne Rémy
Pour les articles homonymes, voir Rémy (homonymie).
Répertoire

Principales représentations théâtrales :

- Britannicus de Racine
- Œdipe roi de Sophocle traduction de Jules Lacroix
- Sophonisbe d'Alfred Poizat
- Rome vaincue d'Alexandre Parodi

Jeanne Rémy, née Catherine Caroline Champs le 17 février 1881 à Clichy et morte le 11 mai 1961 à Paris 4e, est une actrice française de théâtre et de cinéma.
Elle est la mère de la comédienne Jeanne Sully, fruit de sa relation avec le tragédien Mounet-Sully. Elle est également la belle-sœur du comédien Paul Mounet, frère de Mounet-Sully.
Son beau-père Julien de Narfon était journaliste, grand spécialiste des questions religieuses au Figaro.

## Biographie
Bien qu'elle n’ait pas été autorisée par ses parents à se présenter au Conservatoire national de musique et de déclamation, Caroline Champs suit les cours du comédien Dorival qui lui donne le nom de scène de Jeanne Rémy. C’est sous ce nom qu’elle apparaît en 1901 au Nouveau-Théâtre que dirige Lugné-Poe.
Pour ses tout premiers débuts, elle y joue dans deux œuvres majeures d’Henrik Ibsen : Peer Gynt et Rosmersholm.
En 1902, elle s’adresse à Mounet-Sully pour préparer une audition en vue d’entrer à l'Odéon. Le grand tragédien, qui est immédiatement séduit par la jeune et prometteuse comédienne, la fait travailler pendant quelques mois. Cet enseignement s’avère payant puisqu’elle est engagée en 1903 par le « Second Théâtre-Français », théâtre dans lequel Mounet-Sully et Sarah Bernhardt firent leurs débuts. Pendant les deux années qu’elle passe sur la scène de l’Odéon, Jeanne Rémy s’exerce à tous les genres sans toutefois jouer de grands rôles.
En 1904, elle retrouve Mounet-Sully qu’elle n’a pas revu depuis une tournée en Suisse un an plus tôt. C’est le début d’une relation amoureuse sans faille qui durera 12 ans. Le 15 avril 1905 elle donne naissance à son premier enfant qui deviendra en 1937 sociétaire de la Comédie-Française sous le nom de Jeanne Sully. Cette même année elle foule pour la première fois la scène mythique du Théâtre antique d’Orange et incarne dans Œdipe roi, aux côtés du père de sa fille et de Paul Mounet, frère de celui-ci, le rôle d’une jeune Thébaine. Le 25 mai 1907, elle donne à Mounet-Sully un second enfant. Leur bonheur est de courte durée car le petit Jean Champs est emporté par une Méningite le 22 mars 1909.
Durant ces quatre dernières années, Jeanne Rémy n’a pourtant pas cessé de jouer. Régulièrement à l’affiche des grandes tournées françaises et internationales de Mounet-Sully (La Vieillesse de Don Juan, Polyeucte, Les Burgraves, Ruy Blas, Rome vaincue…), elle a profité d’être aux premières loges pour observer et s’imprégner du jeu devenu légendaire de celui que le public nomme « le plus grand acteur tragique français ». À ses côtés, elle apprend, affine son jeu et acquiert une certaine notoriété. En 1910, elle crée au théâtre Femina le rôle-titre de Sophonisbe qu’Alfred Poizat vient d’écrire.
En 1911, elle est engagée à la Comédie-Française et c’est avec Racine et Molière qu’elle y fait ses débuts. Elle est tout d’abord Junie dans Britannicus, rôle que tiendra 14 ans plus tard sa fille Jeanne Sully pour ses propres débuts, puis, pour ses seconds débuts, Angélique du Malade imaginaire. Bien que très émue d’affronter les feux de la rampe du Théâtre-Français, la pensionnaire séduit rapidement le public et la critique. Sa beauté, la douceur de sa voix, sa sensibilité, son jeu naturel, simple et sincère, lui ouvrent les portes du large répertoire de la tragédie, du drame antique, du drame romantique mais aussi du drame moderne. Elle tient les rôles d’Aricie puis d’Ismène dans Phèdre, de l’Infante dans Le Cid, de Salomith dans Athalie, de Céphise puis de Cléone dans Andromaque, de Phénice dans Bérénice, de La Reine dans Ruy Blas, de Livie dans Cinna… Elle joue aussi Electre, Rome vaincue, Cléopâtre, La Robe rouge, Les Phéniciennes… et est également l’interprète d’œuvres contemporaines signées Hervieu, Donnay, De Flers et Caillavet…

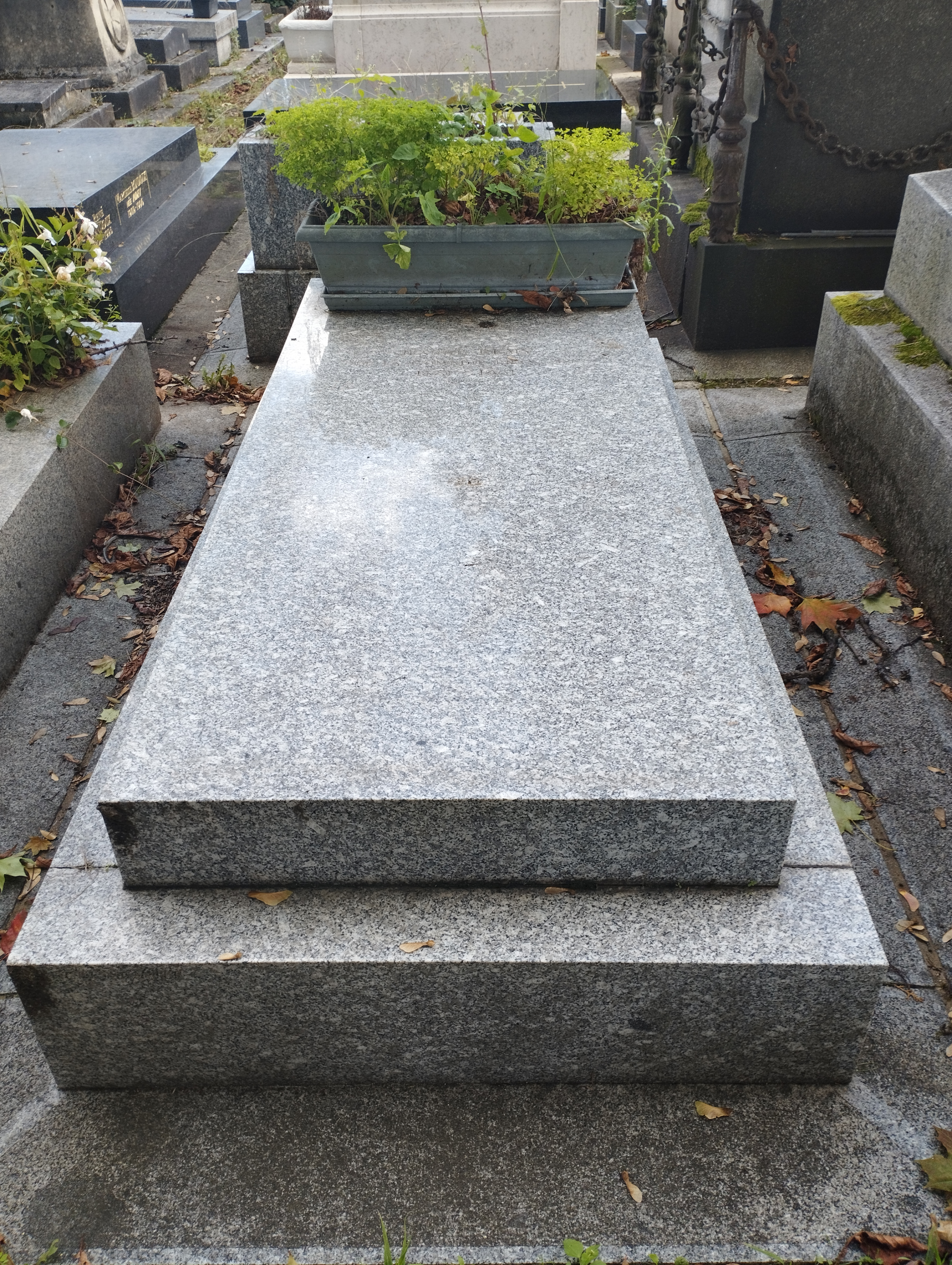
Tombe de Jeanne Rémy au cimetière du Montparnasse (division 12).

En 1926, après avoir assisté aux tout premiers pas sur scène de sa fille, elle quitte la Comédie-Française sans toutefois mettre un terme définitif à sa carrière. Jusqu’en 1937, elle ne se consacre plus qu’à des tournées régulières et tourne, en 1935, son troisième et dernier film.
Durant sa longue et riche carrière, Jeanne Rémy a partagé l’affiche avec les plus grands noms du théâtre français : Mounet-Sully, Paul Mounet, Édouard de Max, Silvain, Albert Lambert fils, Julia Bartet, Madeleine Roch, Madame Segond-Weber, Jeanne Delvair, Raphaël Duflos, Romuald Joubé, Berthe Bovy, Pierre Fresnay, Marie Bell… et donné un nombre incalculable de représentations, tant en France qu'à l'étranger.
Jeanne Rémy est inhumée au cimetière du Montparnasse (division 12, tombe 2 ouest, 11 nord) non loin de la sépulture de son ami le tragédien Édouard de Max.
En octobre 2013, son arrière petit-fils a fait ses débuts au cinéma sous le nom de Frédérick Sully en interprétant le rôle d'un commissaire de police dans le film 24 jours réalisé par Alexandre Arcady.

## Théâtre
- 1901 : Peer Gynt de Henrik Ibsen au Nouveau-Théâtre
- 1901 : Rosmersholm de Henrik Ibsen au Nouveau-Théâtre
- 1902 : La Passion (Mystère en 16 tableaux) de l’Abbé Jouin au Nouveau Théâtre
- 1902 : Denise d’Alexandre Dumas fils au Kursaal de Genève
- 1903 : L’Héritier de Pierre Soulaine au Théâtre de l’Odéon, rôle de Cécile
- 1903 : L’Absent de Georges Mitchell au Théâtre de l’Odéon, rôle de Katge
- 1903 : Le Philanthrope de Marc-Antoine Legrand au Théâtre de l’Odéon, rôle d’Hortense
- 1903 : Germinal d’Émile Zola adapté pour le théâtre par Émile Zola et William Busnach, au Théâtre du Gymnase de Marseille (Tournées Labruyère)
- 1904 : Est-il bon ? Est-il méchant ? de Denis Diderot adaptation de Paul Degouy au Théâtre de l’Odéon, rôle de Mademoiselle de Vertillac
- 1904 : L’Âme du passé de Louis Sonolet au Théâtre de l’Odéon, rôle de Thérèse
- 1904 : Le Grillon de [Ludovic de Francmesnil] (d’après Charles Dickens) au Théâtre de l’Odéon, rôle de May Fiedling[12]
- 1905 : Œdipe roi de Sophocle traduction de Jules Lacroix au Théâtre antique d’Orange, rôle d’une jeune Thébaine
- 1906 : La Vieillesse de Don Juan de Mounet-Sully et Pierre Barbier (Tournées Labruyère avec Mounet-Sully)
- 1907 : Polyeucte de Corneille (Tournées Labruyère avec Mounet-Sully)
- 1908 : Les Burgraves de Victor Hugo (Tournée de Mounet-Sully en Égypte et en Grèce)
- 1908 : Le Premier venu de Jean-Baptiste Charles Vial au Théâtre de l’Odéon, rôle d’Émilie
- 1909 : Les Juives de Robert Garnier au Théâtre des Chefs-d’œuvre (Paris), rôle de la jeune femme de Nabuchodonosor
- 1909 : Rome vaincue d'Alexandre Parodi au Théâtre Femina (Paris), rôle d’une Vestale
- 1910 : Sophonisbe d'Alfred Poizat au Théâtre Femina (Paris), rôle de Sophonisbe (création)
- 1910 : Le Cid de Corneille au Théâtre antique d’Orange, rôle de Léonor (l’Infante en 1912 à la Comédie-Française)
- 1910 : Hamlet de Shakespeare adaptation d'Alexandre Dumas au Théâtre antique d’Orange, rôle d’Ophélie
- 1910 : L’Arlésienne d’Alphonse Daudet au Trocadéro
- 1911 : Britannicus de Racine à la Comédie-Française, rôle de Junie (débuts)
- 1911 : Le Malade imaginaire de Molière à la Comédie-Française, rôle d’Angélique (second débuts)
- 1912 : L’école des maris de Molière à la Comédie-Française, rôle de Léonor
- 1912 : Œdipe roi de Sophocle traduction de Jules Lacroix à la Comédie-Française, rôle d’un jeune Thébaine
- 1912 : Une Noce à Robinson (1820-1850) Grand Divertissement Dramatique, Lyrique et Chorégraphique de Jules Truffier et Maurice de Féraudy à la Comédie-Française, rôle d’une invitée
- 1912 : Phèdre de Racine à la Comédie-Française, rôle d’Aricie (Ismène en 1918)
- 1912 : Le Cid de Corneille à la Comédie-Française, rôle de l’Infante
- 1912 : La Fille de la terre d’Emile Sicard aux Arènes de Nîmes[13]
- 1912 : Polyphème victorieux de Jacques Hébertot aux Arènes de Nîmes[14],[15]
- 1912 : Primerose de De Flers et Caillavet à la Comédie-Française, rôle de la Comtesse de Plélan
- 1912 : Rome vaincue d'Alexandre Parodi à la Comédie-Française, rôle
- 1912 : Athalie de Racine à la Comédie-Française, rôle de Salomith
- 1912 : La Fleur merveilleuse de Miguel Zamacoïs à la Comédie-Française, rôle de Mietje
- 1912 : Le Bon Roi Dagobert d’André Rivoire à la Comédie-Française, rôle d’une Dame d’honneur
- 1913 : Vouloir de Gustave Guiches à la Comédie-Française, rôle de la  Préfète (Le Théâtre no 347 de juin 1913)
- 1913 :  Le Député de Bombignac  d’Alexandre Bisson à la Comédie-Française, rôle d’Hélène
- 1913 : Andromaque de Racine à la Comédie-Française, rôle de Céphise (1916 : Cléone)
- 1913 : Sophonisbe d'Alfred Poizat à la Comédie-Française (mise en scène de Mounet-Sully), rôle de la nourrice
- 1913 : Sophonisbe d'Alfred Poizat au Théâtre antique d’Orange, rôle d’une Choreute
- 1914 : Bérénice de Racine à la Comédie-Française, rôle de Phénice
- 1914 : La Paix  chez soi de Courteline à la Comédie-Française
- 1914 : Ruy Blas de Victor Hugo à la Comédie-Française, rôle de la Reine
- 1914 : La Marche nuptiale d’Henri Bataille, rôle de Mademoiselle d’Andely
- 1914 : Macbeth (Shakespeare) de Shakespeare adaptation de Jean Richepin à la Comédie-Française, rôle de Lady Macduff
- 1915 : Fais ce que dois de François Coppée, rôle de Marthe (Programme de la Comédie-Française à l’Ambulance des Annales du 16 avril 1915)
- 1918 : Esther de Racine à la Comédie-Française, rôle d’une jeune israélite
- 1918 : L’Autre danger de Maurice Donnay à la Comédie-Française, rôle de Madame Chenevas
- 1919 : Les Sœurs d’amour d’Henry Bataille, rôle de l’aveugle
- 1920 : Les Chaines de Georges Bourdon, rôle de Jeannine Darrieu
- 1920 : Iphigénie en Aulide de Racine à la Comédie-Française, rôle d’Egine
- 1921 : Circé d’Alfred Poizat à la Comédie-Française, rôle d’Evadné
- 1921 : Cléopâtre d’André-Ferdinand Hérold à la Comédie-Française, rôle de Charmion
- 1921 : La Robe rouge d'Eugène Brieux à la Comédie-Française, rôle de Madame Bunerat
- 1921 : Cinna de Corneille au Théâtre antique d’Orange, rôle de Livie
- 1921 : Les Phéniciennes de Georges Rivollet au Théâtre antique d’Orange, Rôle d’une Phénicienne
- 1922 : L’Impromptu de Versailles de Molière à la Comédie-Française, rôle de Mademoiselle Hervé
- 1924 : La Fille de Roland d'Henri de Bornier à la Comédie-Française, rôle de Berthe
- 1924 : Œdipe à Colone de Sophocle adaptation de Georges Rivollet, rôle d’une Athénienne[16]
- 1924 : L’Ami Fritz d’Émile Erckmann et Alexandre Chatrian, rôle de Suzel (Tournée Edouard de Max à Tunis)
- 1924 : Antar de Chekri Ganem à Lillebonne (Tournées Romuald Joubé), rôle d'Alba
- 1925 : La Joie fait peur d’Emile de Girardin à la Comédie-Française, rôle de Mathilde de Pierreval
- 1925 : L’Hérodienne d’Albert Dubois au Théâtre antique d’Orange, Rôle de Rachel
- 1925 : Amoureuse de Georges de Porto-Riche à la Comédie-Française, rôle de Madame de Chazal
- 1927 : L’Ami des femmes d’Alexandre Dumas fils (Tournées Jean Bertran)
- 1928 : Hernani de Victor Hugo (Tournées Jean Bertran)
- 1929 : Cyrano de Bergerac d’Edmond Rostand (Tournées Romuald Joubé)

## Poésie
- 1913 : Montmartre d'André-Vincel Pelatane[17]

## Filmographie
- 1912 : Œdipe-roi (La Légende d'Œdipe) de Gaston Roudès (Société des films Eclipse), rôle d’une jeune Thébaine [18]
- 1922 : Molière, sa vie, son œuvre de Jacques de Féraudy [19]
- 1935 : Train de plaisir de Léo Joannon, rôle de Madame Bring

## Discographie
- 1913 : Le Cid de Corneille (Disque Pathé), rôle de Doña Urraque (L'Infante)[20]